# فريدريك إل. هولمز
فريدريك إل. هولمز (بالإنجليزية: Frederic Lawrence Holmes) هو مؤرخ وأستاذ جامعي أمريكي، ولد في 6 فبراير 1932 في سينسيناتي في الولايات المتحدة، وتوفي في 27 مارس 2003 في نيو هيفن في الولايات المتحدة.